# San Baltazar Loxicha
San Baltazar Loxicha là một đô thị thuộc bang Oaxaca, México. Năm 2005, dân số của đô thị này là 2751 người.